# ダブルマン
『ダブルマン』（The Double Man）は1967年のイギリス・アメリカ合衆国の映画。フランクリン・J・シャフナー監督の作品で、出演はユル・ブリンナーなど。

## ストーリー
東ベルリン秘密情報機関本部のバートホルド大佐とその部下マックス、グレゴリーの3人はCIAの一員ダン・スレイターをおびき寄せるべく、彼の息子を事故に見せかけて殺す。このままスレイターをヨーロッパまでおびき寄せて殺した後、替え玉のカルマーがスレイターに成りすまし、彼を通じてCIAの情報を手中に収めるという目論見だった。
ところが、葬儀の後、スレイターが自分のカバンの中に息子の上着が入っていたのを見つけたことがきっかけで、計画にほころびが生じる。

## キャスト
| 役名                       | 俳優                   | 日本語吹替                                   |
| 役名                       | 俳優                   | フジテレビ版                                 |
| -------------------------- | ---------------------- | -------------------------------------------- |
| ダン・スレーター／カルマー | ユル・ブリンナー       | 小林修                                       |
| ジーナ                     | ブリット・エクランド   | 鈴木弘子                                     |
| フランク                   | クライヴ・レヴィル     | 穂積隆信                                     |
| バートホールド             | アントン・ディフリング | 大塚周夫                                     |
| キャリントン夫人           | モイラ・リスター       |                                              |
| エドワーズ                 | ロイド・ノーラン       | 吉沢久嘉                                     |
| マックス                   | ジョージ・マイケル     | 森川公也                                     |
| ミラー                     | デヴィッド・バウアー   | 宮川洋一                                     |
| 不明 その他                | N/A                    | 塩見竜介 細井重之 上田敏也 日高晤郎 神山卓三 |
| 日本語スタッフ             |                        |                                              |
| 演出                       |                        |                                              |
| 翻訳                       |                        |                                              |
| 効果                       |                        |                                              |
| 調整                       |                        |                                              |
| 制作                       |                        |                                              |
| 解説                       | 解説                   | 高島忠夫                                     |
| 初回放送                   | 初回放送               | 1978年2月24日 『ゴールデン洋画劇場』         |